# Mystical Adventures
Mystical Adventures (al español Aventuras Místicas, carátula) es un álbum del violinista de jazz fusion Jean-Luc Ponty. Grabado en 1981 y lanzado el mismo año bajo el sello Atlantic Records.

## Lista de canciones
1. "Mystical Adventures (Suite)" – 3:29
2. "Mystical Adventures (Suite) Part I" – 3:36
3. "Mystical Adventures (Suite) Part II" – 7:29
4. "Mystical Adventures (Suite) Part III" – 0:47
5. "Mystical Adventures (Suite) Part IV" – 5:04
6. "As" – 5:48
7. "Rhythms of Hope" – 4:02
8. "Final Truth - Part I" – 2:06
9. "Final Truth - Part II" – 4:54
10. "Jig" – 3:56

Existen otros listados de tracks, en los que varían algunas canciones o sus posiciones dentro del álbum.

## Personal
- Jean-Luc Ponty – violín eléctrico, órgano, sintetizador, teclados, vocal, violín acústico
- Paulinho Da Costa – percusión
- Jamie Glaser – guitarra
- Ray Griffin – batería
- Randy Jackson – bajo
- Chris Rhyne – sintetizador, piano, Fender Rhodes, sintetizador del bajo, voz del Oberheim 8, Prophet 5

## Posicionamiento
| Año  | Lista                 | Posición |
| ---- | --------------------- | -------- |
| 1982 | Billboard Jazz Albums | 1        |
| 1982 | Billboard Pop Albums  | 44       |